# Roland Charmy
Pour les articles homonymes, voir Charmy.
Roland Charmy, de son vrai nom Roland Touchet, né à Paris (Seine) le 12 janvier 1908 et mort le 11 mars 1987 dans cette même ville , est un violoniste et  professeur au Conservatoire national supérieur de musique et de danse de Paris.
Il était le fils de l’écrivain homonyme (1885-1959), de son vrai nom Charles Touchet.
Il a été le professeur de Patrick Bismuth. Il a épousé en 1936 la célèbre harpiste Lily Laskine. Ils reposent tous les deux, ainsi que Roland Charmy père, au cimetière parisien de Saint-Ouen.